# العويضات
قرية العويضات هي إحدى القرى التابعة لمركز قفط في محافظة قنا في جمهورية مصر العربية. حسب إحصاءات سنة 2006، بلغ إجمالي السكان في العويضات 7628 نسمة، منهم 3784 رجل و3844 امرأة.